# Sala Baker
Sala Baker (Wellington, 22 settembre 1976) è un attore e stuntman neozelandese.

## Biografia
Inizialmente assunto come uno dei tanti stuntman per Il Signore degli Anelli, ha finito per interpretare l'Oscuro Signore Sauron, oltre ad alcuni Orchi, un uomo di Gondor e uno dei Rohirrim. Al di fuori della trilogia, Baker è comparso in Le cronache di Narnia - Il leone, la strega e l'armadio e nel film Pirati dei Caraibi. Ha anche lavorato nello staff del film L'ultimo samurai.

## Vita privata
È sposato con Stefany Baclaan e vive a Hollywood. È nipote di Ben Baker.

## Filmografia parziale

### Cinema
- Il Signore degli Anelli - La Compagnia dell'Anello (Lord of the Rings: The Fellowship of the Ring), regia di Peter Jackson (2001)
- Il Signore degli Anelli - Le due torri (The Lord of the Rings: The Two Towers), regia di Peter Jackson (2002)
- Il Signore degli Anelli - Il ritorno del re (The Lord of the Rings: The Return of the King), regia di Peter Jackson (2003)
- Potheads: The Movie, regia di Michael Anton (2006)
- The Kingdom, regia di Peter Berg (2007)
- Stiletto, regia di Nick Vallelonga (2008)
- Star Trek, regia di J. J. Abrams (2009)
- Powder Blue, regia di Timothy Linh Bui (2009)
- Blood and Bone, regia di Ben Ramsey (2009)
- Codice Genesi (The Book of Eli), regia di Albert e Allen Hughes (2010)
- Sherlock Holmes - Gioco di ombre ( Sherlock Holmes: A Game of Shadows), regia di Guy Ritchie (2011)
- Le belve (Savages), regia di Oliver Stone (2012)
- Parker, regia di Taylor Hackford (2013)
- Iron Man 3, regia di Shane Black (2013)
- The Equalizer - Il vendicatore, regia di Antoine Fuqua (2014)
- The Nice Guys, regia di Shane Black (2016)
- '79 Parts, regia di Ari Taub (2016)
- Sleepless - Il giustiziere, regia di Baran bo Odar (2017)
- Two Bellmen Three, regia di Daniel Malakai Cabrera e Mark David Spencer (2017)
- Red Zone - 22 miglia di fuoco (Mile 22), regia di Peter Berg (2018)
- Braven - Il coraggioso, regia di Lin Oeding (2018)
- Deadpool 2, regia di David Leitch (2018)
- '79 Parts: Director's Cut, regia di Ari Taub (2019)
- Birds of Prey e la fantasmagorica rinascita di Harley Quinn (Birds of Prey and the Fantabulous Emancipation of One Harley Quinn), regia di Cathy Yan (2020)
- Jungle Cruise, regia di Jaume Collet-Serra (2021)
- Beyond Paranormal, regia di Matteo Ribaudo (2021)
- The Killer, regia di David Fincher (2023)

### Televisione
- Prison Break - serie TV, episodio 3x01 (2007)
- The Unit - serie TV, episodio 4x05 (2008)
- Chuck - serie TV, episodio 2x18 (2008)
- NCIS: Los Angeles - serie TV, episodio 4x16 (2013)
- Legends - serie TV, episodio 1x09 (2014)
- The Player - serie TV, episodio 1x04 (2015)
- Iron First - serie TV, episodio 1x05 (2017)
- Lethal Weapon - serie TV, episodio 3x12 (2019)
- The Mandalorian - serie TV, episodio 1x04 (2019)
- Kidding - Il fantastico mondo di Mr. Pickles (Kidding) - serie TV, episodio 2x06 (2020)
- The Rookie - serie TV, episodio 2x15 (2020)

## Doppiatori italiani
Nelle versioni in italiano delle opere in cui ha recitato, Sala Baker è stato doppiato da:
- Carlo Baccarini ne Il Signore degli Anelli: La Compagnia dell'Anello[1]
- Claudio Colombo in Parker
- Gerolamo Alchieri ne Il Signore degli Anelli: Il ritorno del re[1]
- Antonino Saccone in The Killer